# Школа № 82 (Новосибирск)
Школа 82 (МАОУ ЦО "Развитие") — муниципальное автономное общеобразовательное учреждение города Новосибирска "Центр образования № 82 "Развитие".

## История
Школа была открыта 21 октября 1938 года.
Первым директором школы был назначен Желтовский Иннокентий Лукич, учитель химии и военного дела. Первыми завучами были Зима Яков Николаевич и Афонина Анна Степановна. Среди первых учителей были: Желтовская Елена Михайловна (химия), Быкова Полина Федоровна (математика), Иванов Михаил Иванович (физкультура), Щебляева Клавдия Петровна (физика), Мельштейн Валентина Павловна (немецкий язык), Овчаренко Анна Фоминична (история), Михайлова Валентина Михайловна (биология), Останина Анна Ефимовна (русский язык и литература), Кельн Гергард Фридрихович (основы дарвинизма), Зима Валентина Васильевна (русский язык), Патрушева Агриппина Марковна (начальные классы), Нарбут Петр Иванович (математика).
Во время Великой Отечественной войны — с 11 октября 1941 года по 3 марта 1944 года, здание школы было переоборудовано под госпиталь на 400 коек..
С 1945 года по 1955 год школа была женской.

## Награды
Начиная с 1997 года школа была удостоена следующих медалей:
1. За концепцию по раздельному обучению, 1997 год.
2. За создание педагогической систему раздельного обучения, 1997 год.
3. За лучший зелёный объект района, ежегодно с 1999 года.
4. За образовательные технологии в сфере художественно-творческой деятельности, 2000 год.
5. За лучший объект ландшафтного дизайна, 2000 год.
6. Победа в всероссийском конкурсе «Успешная школа-2021»[5]

## Интересные факты
Ранее (в 2000-х годах) в школе существовали как смешанные классы, так и классы с раздельным обучением мальчиков и девочек (позднее классы с раздельным обучением были упразднены).